# フォーカス・パークタイ
「フォーカス・パークタイ」（โฟกัสภาคใต้）は、タイのタイ語地方新聞。1997年11月10日 に創刊。フォーカス・マルチメディア社（โฟกัส มัลติมีเดีย）が発行。

## 概要
フォーカス・パークタイ紙はタイ南部のニュースを報じる週刊地方紙。プラサーン・スックサイ（ประสาน สุขใส）が社主および総編集長、経営責任者はスポット･チンチット（สุพจ จริงจิตร）。毎週土曜日発行。同紙はタイ・ジャーナリスト協会、国家新聞評議会（สภาการหนังสือพิมพ์แห่งชาติ）、南部新聞編集者ネットワーク（เครือข่ายบรรณาธิการหนังสือพิมพ์ภาคใต้）に加盟。